# إرشاديات الحكم واتخاذ القرار

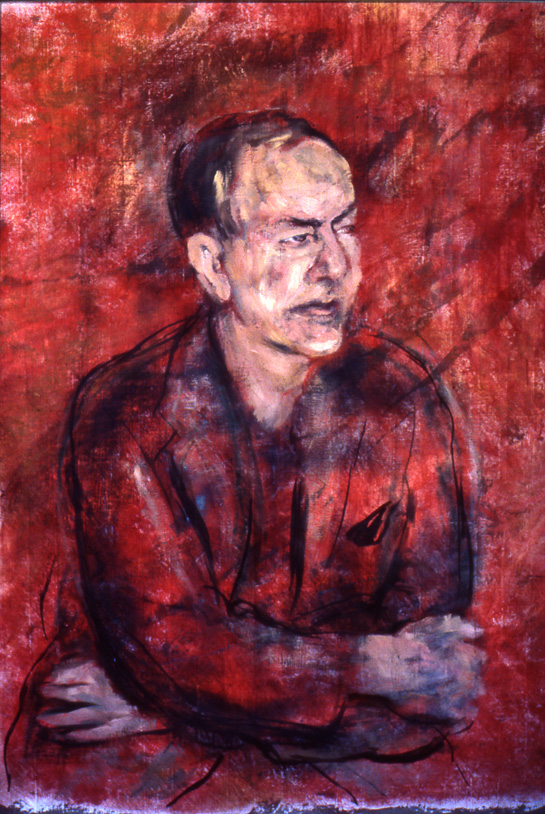

إرشاديات الحكم واتخاذ القرار (بالإنجليزية: Heuristics in judgment and decision-making) هي استراتيجيات بسيطة لتكوين الحكم واتخاذ القرارات بالتركيز على الجوانب المهمة من مشكلة معقدة. على حد علمنا، اعتمدت الحيوانات دائمًا على تلك الإرشاديات لحل المشاكل التكيفية، وكذلك اعتمد عليها البشر.
يُقال عادة أن الإرشاديات جيدة في بعض الأوقات، ولكنها في أحيان أخرى فقيرة مقارنة بالمنطق وقوانين الاحتمال ونظرية الاختيار العقلاني، لكن هذا التأكيد يفتقر إلى التمييز الضروري بين المخاطرة واللايقين. تشير المخاطرة إلى المواقف التي تكون فيها كل الأفعال الممكنة، وعواقبها واحتمالاتها معروفة. على سبيل المثال، الروليت لعبة مخاطرة. وعلى العكس، يشير اللايقين إلى المواقف التي تكون فيها أجزاء من المعلومات غير معروفة أو لا يمكن معرفتها. استخدم ليونارد سافاج مثال التخطيط لنزهة خلوية، قد يحدث بها أشياء غير متوقعة تجعل تطبيق نظرية الاختيار العقلاني غير ممكن. لذلك فإن اللايقين يدور حول «المجهولات المجهولة»، بينما تختص المخاطرة بـ«المجهولات المعروفة».
في حالات المخاطرة، تواجه الإرشاديات مفاضلة بين الدقة والمجهود، حيث تؤدي عملية القرار البسيطة فيها إلى دقة منخفضة. على العكس، حالات اللايقين تتيح تأثيرات القليل يساوي الكثير، حيث يؤدي التجاهل المنظم للمعلومات إلى استدلالات أكثر دقة. ظهر تأثير القليل-يساوي-الكثير تجريبيًّا وتحليليًّا وبالمحاكاة الحاسوبية.

## النماذج الصورية لإرشاديات الحكم

### إستراتيجية تلبية الحاجات لسيمون
يمكن استخدام إرشادية تلبية الحاجات لهربرت سيمون في الاختيار بين عدد من البدائل في مواقف اللايقين. يعني اللايقين هنا أن هناك مجموعة من البدائل وعواقبها غير معروفة أو لا يمكن معرفتها. مثلًا، رواد الأعمال المحترفون يعتمدون على تلبية الحاجات لتقرير المكان الذي سيستثمرون فيه لتطوير مناطق تجارية جديدة: «إذا اعتقدت بوجود اختيار سيعود عليّ بـ[س] خلال [ص] من السنوات، سأذهب لهذا الاختيار.» في العموم، تُعرَّف إرشادية تلبية الحاجات كالتالي:
1. الخطوة الأولى: وضع مستوى طموح معين [أ]
2. الخطوة الثانية: اختيار أول بديل لتلبية [أ]

إذا لم يكن هناك بدائل، فيمكن موائمة مستوى الطموح.
الخطوة الثالثة: إذا لم يلبي أي بديل المطلوب [أ] خلال زمن [ب]، فعليك تقليل [أ] بكمية [ج] والعودة إلى الخطوة الأولى.
يُشار إلى استخدام تلبية الحاجات في العديد من المجالات، فعلى سبيل المثال، يُستخدم كإرشادية للحكم في أسعار سيارات بي إم دبليو. طورت العديد من النماذج التوضيحية على يد رينهارد سولتن.

### الاستبعاد
على عكس تلبية الحاجات، يمكن استخدام إرشادية الاستبعاد لعاموس تفيرسكي عندما تكون كل البدائل متاحة على قدم المساواة. وبالتالي يقلل صانع القرار تدريجيًّا عدد البدائل باستبعاد البدائل التي لا تلبي طموح أحد الجوانب.

### إرشادية الشهادة
تستغل إرشادية الشهادة القدرة النفسية الأساسية للشهادة من أجل الاستدلال على صفات غير معروفة عن العالم. لبديلين، ستكون إرشادية الشهادة كالآتي:
إذا تعرفنا على بديلين والآخر غير معروف، علينا أن نستدل أن البديل المعروف له قيمة عليا بالنسبة لهذا المعيار.
على سبيل المثال، في مسابقة ويمبليدون للتنس في عام 2003، لعب أندي رودريك مع تومي روبريدو. إذا علم المرء برودريك ولكنه لا يعرف روبريدو، فستؤدي إرشادية الشهادة إلى التنبؤ بفوز رودريك. تستغل إرشادية الشهادة الجهل الجزئي، وإذا علم المرء باللاعبين، ستُستخدم إستراتيجية. أظهرت الدراسات حول ويمبليدون عامي 2003 و2005 أن إرشادية الشهادة المطبقة على اللاعبين أنصاف الجاهلين المبتدئين أدت إلى التنبؤ بنتائج الألعاب الفردية، ومقاعد أفضل لخبراء ويمبليدون (الذين سمعوا عن كل اللاعبين). تُعتبر إرشادية الشهادة عقلانية إيكولوجيًّا (أي أنها تتنبأ بالأحداث جيدًا) عندما تكون صلاحية الشهادة أعلى من الصدفة. في الحالة الحالية، يرتبط التعرف على اللاعبين بقوة مع فرصهم في الفوز.

## النماذج غير الصورية للإرشاديات
```
في بحثهم المبدئي، اقترح تفيرسكي وكاينمان ثلاث إرشاديات: الإتاحة، والتمثيلية، والإرساء والتوفيق. عرَّفت الأعمال اللاحقة المزيد من الإرشاديات. تُسمى الإرشاديات التي توجه الأحكام بإرشاديات الأحكام. والنوع الآخر هو إرشاديات التقييم، وتُستخدم للحكم على جدوى الاختيارات الممكنة.
[
18
]
```

### الإتاحة
في علم النفس، الإتاحة هي الأريحية التي تُستقبل بها فكرة ما في العقل. عندما يحسب الناس احتمالية أو كيفية تواتر حدث ما على أساس الإتاحة، فإنهم يستخدمون إرشادية الإتاحة. [26] عندما يمكن استقبال حدث غير متواتر بسهولة للذهن، ينزع الناس إلى المبالغة في احتمالية حدوثه. على سبيل المثال، يبالغ الناس في احتمالية وفاتهم في حدث كارثي مثل الإرهاب والإعصار القمعي. ذلك لأن الوفيات العنيفة الدرامية تُنشر على العامة ولذلك تحظى بالمزيد من الإتاحة. على الجانب الآخر، من الصعب تصور الأحداث العادية الشائعة في العقل، لذلك فإننا نميل إلى التقليل من احتمالية حدوثها. تشمل تلك الأحداث الوفاة من الانتحار والجلطات الدماغية ومرض السكري. هذه الإرشادية واحدة من أسباب ميل الناس إلى التأثر بقصة واحدة مؤثرة بدلًا من التأثر بكمية هائلة من الأدلة الإحصائية. ربما تلعب دورًا أيضًا في الاحتكام إلى اليانصيب؛ فيميل المرء إلى شراء تذكرة، لأن هناك إتاحة إعلامية حول الفائزين مقارنة بالملايين الذين لم يربحوا شيئًا.

### التمثيلية
يمكننا رؤية إرشادية التمثيلية عندما يستخدم الناس تصنيفات، على سبيل المثال عندما يقررون ما إذا كان شخص ما مجرمًا أم لا. يكون الفرد لديه تمثيلية عالية إذا كان شبيهًا للغاية بالنموذج الأولي للفئة التي ينتمي إليها. عندما يصنف الناس الأشياء على أساس التمثيلية، فإنهم يستخدمون إرشادية التمثيلية. تعني «التمثيلية» هنا معنيين مختلفين: النموذج الأولي المستخدم في المقارنة ممثل هذه الفئة، والتمثليلة هي أيضًا علاقة بين النموذج الأولي والشيء المُصنَّف.[33] ربما تكون تلك الإرشادية فعالة في بعض المشاكل، ولكنها تنطوي على التركيز على بعض صفات الفرد مع إهمال شيوع تلك الصفات في السكان. وبالتالي، يبالغ الناس في تقدير احتمالية امتلاك الشيء لخصيصة نادرة للغاية، أو يبخسون احتمالية خصيصة شائعة. يُسمى ذلك مغالطة معدل الأساس. تفسر التمثيلية ذلك والعديد من الطرائق المستخدمة في الأحكام البشرية، والتي تخرق قانون الاحتمال.
تُعتبر إرشادية التمثيلية أيضًا تفسيرًا لكيفية حكم الناس على السبب والنتيجة: عندما يحكم الناس على أساس التشابه، يُقال أنهم يستخدمون إرشادية التمثيلية. قد يؤدي ذلك لانحياز، مما يؤدي لإيجاد علاقة سببية بين الأشياء التي تشبه بعضها البعض وفقدانها عندما يكون السبب والنتيجة مختلفين تمامًا. تشمل الأمثلة على ذلك الاعتقاد أن «الأحداث المرتبطة عاطفيًّا ينبغي أن يكون لها أسباب مرتبطة ببعضها»، والتفكير السحري.

### تجاهل معدل الأساس
استخدمت تجربة نفسية في عام 1973 السجل النفسي لتوم دبليو. وهو شخصية متخيلة لطالب خريج. كان على مجموعة من المشاركين في التجربة تقييم تشابه توم مع الطالب النموذجي في كل سنة من السنوات الأكاديمية التسعة (وتشمل القانون والهندسة وعلم المكتبات). وكان على مجموعة أخرى أن تحدد احتمالية تخصص توم في كل مجال. إذا كانت هذه التقييمات خاضعة للاحتمال فيجب أن تتبع معدل الأساس؛ أي نسبة الطلاب في كلٍ من المجالات التسعة (والتي قدرت بصورة منفصلة من مجموعة ثالثة). إذا بنى الناس أحكامهم على الاحتمال، فسيقولون أن احتمالية دراسة توم للعلوم الإنسانية أعلى من دراسته للعلوم المكتبية، بسبب وجود المزيد من طلاب الإنسانيات، والمعلومات الأخرى من السجل مبهمة ولا يمكن الاعتماد عليها. ولكن بدلًا من ذلك، تطابقت تقييمات الاحتمالية مع تقييمات التشابه بصورة فائقة، كلاهما في تلك الدراسة وأخرى مشابهة كانوا يحكمون فيها على احتمالية دخول امرأة لمهن مختلفة. يقترح ذلك أنه بدلًا من حساب الاحتمالية باستخدام معدل الأساس، استبدل المشاركون ذلك بخاصية التشابه السهلة.